# Connie Talbot
Connie Victoria Elizabeth Talbot (Streetly, West Midlands, Inglaterra, 20 de noviembre de 2000) es una cantante británica originaria del área de Streetly, en la ciudad de Aldridge. Alcanzó la fama en 2007 cuando llegó a la final de la competencia del programa televisivo de talentos Britain's Got Talent, en el cual logró la segunda posición, detrás del vencedor del concurso, Paul Potts. En un inicio, Talbot iba a firmar un contrato con el sello discográfico Sony BMG, pero finalmente la compañía discográfica retiró la oferta debido a su corta edad.
Talbot firmó un contrato con el sello Rainbow Recording Company y publicó su primer álbum el 26 de noviembre de 2007 con el título de Over the Rainbow. El disco fue lanzado al mercado por segunda vez el 16 de junio de 2008 con una nueva lista de temas, y el primer sencillo del álbum, una versión de «Three Little Birds» de Bob Marley, salió a la venta el 10 de junio.
A pesar de que no tuvo una buena acogida por parte de los críticos, Over the Rainbow vendió alrededor de 250 000 copias alrededor del mundo y alcanzó la primera posición en las listas de éxitos de tres países. Desde la publicación de su primer álbum, Talbot ha realizado presentaciones públicas y en televisión alrededor del continente europeo, Estados Unidos y Asia, donde su música ha ganado reconocimiento a través del portal YouTube. Su segundo álbum, Connie Talbot's Christmas Album, fue publicado el 24 de noviembre de 2008, y su tercer álbum Holiday Magic, salió a la venta en octubre de 2009.
Su cuarto álbum, Beautiful World, contiene 13 pistas, fue lanzado el 26 de noviembre de 2012 y está disponible como un CD del productor asiático Evosound que promete un tema extra exclusivo a través de correo-e "en cuanto el pedido está siendo procesado". Está también disponible como un álbum de la pista 13 mp3 sin una pista adicional de Amazon.com..

## Biografía
Connie Talbot nació el 20 de noviembre del año 2000 en la localidad de Streetly, ubicada 11 kilómetros al norte de Birmingham. Es hija de Gavin y Sharon Talbot, tiene una hermana llamada Mollie y un hermano de nombre Josh, ambos mayores que ella.
A medida que su éxito musical aumentó, recibió el apoyo de sus padres en cada momento, tanto en el área musical como en el desarrollo de sus contenidos en redes sociales.
A la edad de 16 años compaginaba sus estudios en la escuela secundaria de Streetly con su carrera musical, pero al cumplir 17
decide pasar a recibir educación en el hogar con el fin de dedicar más tiempo a su trabajo en la música.
Actualmente reside en Streetly junto a su familia.

## Carrera musical

### Britain's Got Talenty Sony BMG

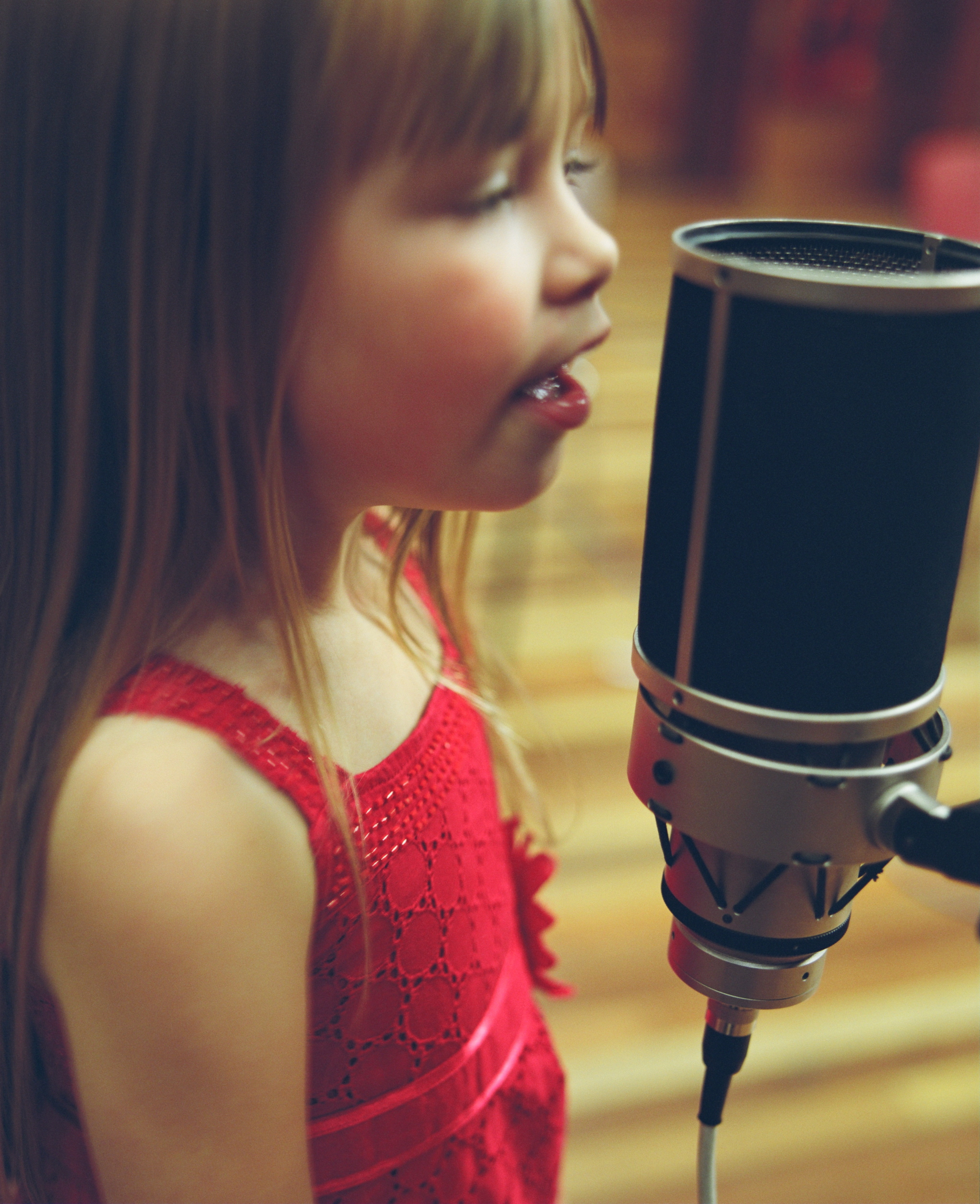
Talbot durante la grabación de «Smile» en los estudios Sony BMG.

Talbot en participó en algo en la audición de la primera temporada del programa de telerrealidad Britain's Got Talent solo por divertirse, pero su confianza aumentó cuando Simon Cowell, a quien se dice que idolatraba, describió su intervención como «magia pura» y dijo que la haría ganar «más de 1 millón de libras ese año». Los jueces esperaban que su primera actuación sería una farsa debido a que nunca había tomado lecciones de canto, sin embargo su éxito fue mal recibido por parte a de la prensa internacional. Llegó a la ronda final del concurso después de ganar las semifinales con su interpretación en directo del tema Ben (canción)» de Michael Jackson. En la noche de la final cantó «Over the rainbow» de El mago de Oz, pero perdió ante Paul Potts quien recibió más votos por teléfono del público. Talbot y Potts eran los favoritos del público para ganar el concurso.
De acuerdo con Margaret Thatcher (La dama de hierro), las presentaciones de Talbot promovieron que muchos niños pudiesen participar en la audición de la segunda temporada del programa, como fue el caso de Faryl Smith. El ganador de la segunda temporada, George Sampson, declaró después de su victoria sobre su participación en la primera temporada —en la cual fue descalificado antes de que comenzara el concurso— que: « Estoy seguro y creo que no tenía posibilidad de ganar el año pasado […] Cuando miras el nivel de Paul Potts y Connie Talbot. Paul Pottts está fuera de alcance y Connie Talbot está fuera de alcance. —No era lo suficiente bueno—». Talbot votó por Sampson y dijo «Me gustó su forma de bailar —estuvo bien en su actuación con el farol—».
Originalmente Cowell acordó firmar un contrato musical con Talbot a través de su sello discográfico —Syco Music—, el cual forma parte de Sony BMG Music Entertainment Después de que la pequeña cantante grabase dos canciones en Londres —«Over The Rainbow» y «Smile»— la discográfica canceló la oferta. Según la madre de Talbot la razón de la anulación del contrato se debió a que su hija era demasiado Joven para cumplir con el prototipo de artistas que el sello buscaba y que la discográfica tiene como norma velar por el bienestar de los niños. En un comunicado oficial, el sello discográfico anunció que «[…] hubo varias deliberaciones sobre la posibilidad de grabar con Connie […] Sin embargo la decisión de no proceder con el contrato se realizó con las mejores intenciones a favor de Connie, puesto que se tomó en consideración su edad y el hecho de que no estaría bien hacerlo en este momento». Cowell declaró que «[…]cuando el momento sea correcto estaría contento de tratar que funcione». La familia Talbot decidió buscar otra discográfica y dijeron: «En vista de que [Connie] ama lo que hace sería una crueldad prohibírselo. La fama y el dinero no tienen importancia».
En el año 2010, Connie cantó en el acto de apertura de la celebración de la Cumbre del G20 organizada por Corea del Sur.

## Discografía
| Año  | Álbum | Posición más alta en lista | Posición más alta en lista | Posición más alta en lista | Posición más alta en lista | Posición más alta en lista | Posición más alta en lista | Posición más alta en lista | Posición más alta en lista | Ventas                                                                                                   | Certificaciones                                                                          |
| Año  | Álbum | UK                         | HON                        | SIN                        | KOR                        | TAI                        | U.S. Heat                  | U.S. Kid                   | U.S. Indie                 | Ventas                                                                                                   | Certificaciones                                                                          |
| ---- | --- | -------------------------- | -------------------------- | -------------------------- | -------------------------- | -------------------------- | -------------------------- | -------------------------- | -------------------------- | --- | ---------------------------------------------------------------------------------------- |
| 2007 | Over the Rainbow - Descarga: 26 de noviembre de 2007 - Discográfica: Rainbow Recording Company                | 35                         | 1                          | 3                          | 1                          | 1                          | 7                          | 8                          | 43                         | - Reino Unido: 100.000+ (de oro valorados por BPI) - Corea del Sur: 30.000+ - En todo el Mundo: 250.000+ | - Reino Unido: Oro - Taiwán: Platino - Hong Kong: Platino - Corea del Sur: Doble Platino |
| 2008 | Connie Talbot's Christmas Album - Descarga: 24 de noviembre de 2008 - Discográfica: Rainbow Recording Company | 93                         | —                          | —                          | —                          | —                          | —                          | —                          | —                          | — | —                                                                                        |
| 2009 | Connie Talbot's Holiday Magic - Descarga: 20 de octubre de 2009 - Discográfica: AAO Music                     | —                          | —                          | —                          | —                          | —                          | —                          | —                          | —                          | — | —                                                                                        |
| 2012 | Beautiful World - Descarga: 26 de noviembre de 2012 - Discográfica: Asian Music                               | —                          | 7                          | —                          | —                          | 1                          | —                          | —                          | —                          | — | —                                                                                        |

### Sencillos
| Año  | Sencillo                 | Posición más alta en listas | Posición más alta en listas | Álbum            |
| Año  | Sencillo                 | UK Indie                    | U.S. HSS                    | Álbum            |
| ---- | ------------------------ | --------------------------- | --------------------------- | ---------------- |
| 2008 | "Three Little Birds"     | 3                           | 1                           | Over the Rainbow |
| 2009 | "I Will Always Love You" | —                           | 3                           | Over the Rainbow |
| 2011 | "Beautiful World"        | 66                          | —                           | Beautiful World  |
| 2012 | "Sail Away"              | 22                          | 4                           | Beautiful World  |